# Canal UCL
Canal UCL o Unión Continental Latinoamérica (conocido anteriormente como Canal U) es un canal de televisión por suscripción uruguayo fundado en julio del año 2013. Cuenta con programación variada, proveniente de diversos países de Latinoamérica. El actual locutor del canal es también su dueño, Robert Rocha.

## Historia
El canal fue lanzado oficialmente el 31 de julio del año 2013. Sus fundadores fueron Robert Rocha, actual dueño y VP del canal, Pablo Scotellaro e Iván Solarich.
En agosto de 2015, Canal U fue incorporado a la grilla del cableoperador panameño Cable Onda.
En enero de 2016, el canal llegó a Paraguay de la mano de TigoStar.
Desde junio de 2019, el canal muestra en sus promos los horarios de Montevideo, Buenos Aires, Ciudad de México, Bogotá, Washington D. C. y Asunción.
El 1 de febrero de 2021, el canal ingresó a la parrilla de DirecTV en Uruguay por el canal 195.

## Logotipos

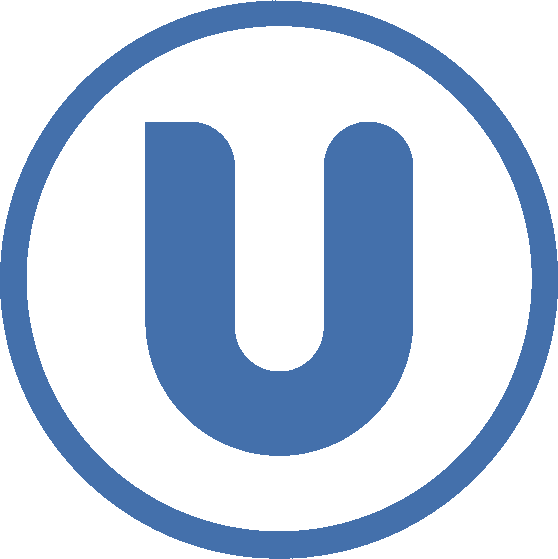
2013-2016
Desde 2019

## Premios
Canal U fue galardonado en 2016 con 2 premios Rocky Mountain Emmy, por su realización original Héroes de la Comunidad.